# Prix du Roman populaire
Ne doit pas être confondu avec Prix du Roman populaire (Elven).
Le prix du Roman populaire (dit aussi Prix Rémy-Dumoncel) est un prix littéraire français créé en 1935 par l'éditeur Marcel Daubin et Rémy Dumoncel, gendre de Jules Tallandier et directeur littéraire des éditions Tallandier. Il est co-organisé par La Renaissance du Livre et Le Petit Journal,. À sa création, le règlement indique que le prix est « ouvert à tous les auteurs - français ou de langue française - de romans-feuilletons appartenant au genre populaire : romans d'amour, sentimentaux ou dramatiques, policiers, d'aventures, de cape et d'épée, etc. (longueur 8000 à 15000 lignes) ».
Ce prix a pour vocation de distinguer un roman d'action « à la fois dramatique et sentimentale, renouant en la modernisant avec la tradition du roman populaire ».
Il est décerné pour la première fois le 29 novembre 1935 par un jury exclusivement masculin, composé de Georges Simenon, Marcel Daubin, Charles Vayre, Albert Lejeune, Henri Duvernois, André Armandy, Jacques Chauvin, Louis Paillard, René Vincy, Alfred Mallet, Maurice Renard, Jean de La Hire, H. J. Magog, Jean-Joseph Renaud et G.-Ch. Richard.

## Liste des lauréats

### Années 1960
- 1969 : Roger Dugény pour L'Incroyable Aventure du corsaire à la Librairie Jules Tallandier[7]
- 1968 : Nell Pierlain pour Le Rendez-vous de Marrakech[8]
- 1967 :
- 1966 :
- 1965 : Hélène Simart pour La Fille aux yeux dorés à la Librairie Jules Tallandier[9]
- 1964 : Lorena pour La Septième clé[10]
- 1963 : Roberte Roleine pour Tempête sur Ibiza[11]
- 1962 : Jean de Sécary pour Les Lumières du cœur aux éditions Tallandier
- 1961 : Stéphane Murat pour Qui sème la vengeance...[12]
- 1960 : Michelle Cambards pour Opération cœur perdu[13]

### Années 1950
- 1959 : Liliane Robin pour Malgré ta trahison...[14]
- 1958 : Saint-Bray pour Inez-de-la-Nuit aux éditions Tallandier et  Denise Noël pour Le miel amer[15]
- 1957 : Raymond Dumay pour La Moisson de sel aux éditions Tallandier[16]
- 1956 : Anne Mariel pour Je me damnerai pour toi. Le jury comprenait André Billy, Magali, Pierre Nord, Claude Bellanger, André Maurois et Paul Vialar[17].
- 1955 : Georges Godefroy pour Les Naufrageurs aux éditions Tallandier[18]
- 1954 : Jean d'Astor pour La Sorcière du crépuscule aux éditions Tallandier[5]
- 1953 :
- 1952 :
- 1951 :
- 1950 : Fernande Féron pour L'Étoile Des Compagnons[19]

### Années 1940
- 1949 :
- 1948 : Armand Lanoux pour La Nef des fous
- En sommeil pendant la guerre

### Années 1930
- 1938 : Paul-Louis Verly pour L'énigme des trois chênes et Pierre Melon pour Les Forbans de l'empereur[20],[21]
- 1937 : Simone Saint-Clair pour Le Dahlia rouge[22]
- 1936 : Saint-Ange pour Des ailes comme l'amour aux éditions Tallandier ex aequo avec L'Homme aux deux cœurs d'Albert Dubeux[22]
- 1935 : Maurice Noury pour Les Conquistadores[6]